# عمار الزبن
عمار عبد الرحمن الزبن هو أسير فلسطيني لدى جيش الاحتلال الإسرائيلي ومحكوم ب27 مؤبد والمعتقل منذ أكثر من 19 سنة، أحد قادة كتائب القسام الجناح العسكري لـ حركة المقاومة الإسلامية حماس. حكم بالسجن المؤبد 27 مرة بالإضافة إلى 25 سنة، بعد أن وجهت له عدة تهم تتعلق بنشاطه في صفوف الكتائب ومسؤوليته عن عدة عمليات قتل فيها 27 صهيونيا.

## نشاطه
كان برفق العديد من عناصر القسام بخلية شهداء من أجل الأسرى. وكان يقودها الشيخ يوسف السوركجي، وإبراهيم بني عودة، ومن أبرز اعضائها محمود أبو هنود، وخليل الشريف، ومهند الطاهر، و عمار الزبن.